# Michael Fellner (Regierungspräsident)
Michael Fellner (* 9. November 1901 in Auerbach in der Oberpfalz; † 26. Dezember 1998 in München) war ein deutscher Verwaltungsjurist.

## Werdegang
Nach Ablegung des Abiturs am humanistischen Gymnasium absolvierte Fellner ab 1921 ein Jurastudium an den Universitäten München und Würzburg, das er 1925 mit Staatsexamen und Promotion beendete. Nach dem Ersten Weltkrieg gehörte er 1919 einem Freikorps an und 1922/23 der Schwarzen Reichswehr. Nach dem Rechtsreferendariat legte er 1928 die große juristische Staatsprüfung ab. Fellner trat anschließend in bayerische Staatsdienste und war ab 1930 als Regierungsrat in Ebern und ab 1933 in Schrobenhausen tätig. Zum 1. Mai 1937 trat er der NSDAP bei (Mitgliedsnummer 4.332.487). Von 1938 bis 1944 war er Regierungsrat und ab 1942 als Oberregierungsrat im Polizeipräsidium München tätig, zuletzt als stellvertretender Polizeipräsident. Ab Juni 1944 folgte Kriegsdienst bei der Wehrmacht.
Nach Kriegsende befand er sich bis 1947 in Kriegsgefangenschaft. Laut Bescheid der Spruchkammer München I vom 11. März 1948 wurde er in die Gruppe der Entlasteten eingereiht. Am 1. Mai 1948 erfolgte die Beschäftigung im Angestelltenverhältnis bei der Regierung von Oberbayern unter gleichzeitiger Abordnung an das Bayerische Innenministerium. 1951 wurde er zum Ministerialrat ernannt. Am 1. Dezember 1955 wurde er zum Regierungspräsidenten Schwabens berufen. Am 30. November 1966 ging er in den Ruhestand.
Seit 1921 war er Mitglied der katholischen Studentenverbindung KDStV Aenania München.
1961 war er zusammen mit Georg von Waldburg zu Zeil und Trauchburg, Vitalis Altthaler OSB, Franz Josef Dazert, Adolf Pirrung und weiteren Gründungsvorstand der Vereinigung der Freunde der Benediktinerabtei Ottobeuren e.V.